# Joel Townsley Rogers
Pour les articles homonymes, voir Rogers et Townsley.
Joel Townsley Rogers, né le 22 novembre 1896 à Sedalia, Missouri et décédé le 1er octobre 1984 à Washington, est un auteur américain de littérature populaire, notamment de roman policier.

## Biographie
Docteur en lettres anglaises et en sciences humaines, il termine ses études supérieures à l’université Harvard en 1917. La même année, il joint les rangs de l’armée et participe à la Première Guerre mondiale  en devenant pilote dans l’aéronavale, puis instructeur cantonné à Pensacola, en Californie, une expérience  qui alimente dès les années 1920 ses nombreux récits d’aventures consacrés aux exploits d’aviateurs et publiés dans des pulps.
Démobilisé, il épouse en 1922 l'artiste-peintre Winifred Whitehouse, publie peu après son premier roman policier, Once in a Red Moon, et travaille aux relations publiques pour la maison d’édition Lowell Brentano.  Dans les années 1930, il aborde la science-fiction et le fantastique avec quelques nouvelles et poursuit ses publications en littérature policière. En 1947, il publie Jeu de massacre, son roman policier le plus connu, qui raconte la sinistre et onirique enquête sur un meurtre d’un chirurgien new-yorkais dans une Nouvelle-Angleterre au décor étrange et macabre. Sa nouvelle intitulée Le Meurtrier a été adaptée à deux reprises par la télévision américaine.

## Œuvre

### Romans
- Once in a Red Moon (1923)
- His Name Was Not Forgotten (1943)
- The Red Right Hand (1945) Publié en français sous le titre La Main perdue, Paris, Boursiac, coll. Crimes et alibis, 1947 ; réédition de la même traduction sous le titre Jeu de massacre, Genève, Ditis, Détective-club - Suisse no 57, 1950 ; réédition, Paris, Ditis, Détective-club - France no 26, 1950 ; réédition de la même traduction sous le titre La Sinistre Main droite, Paris, Néo, coll. Le Miroir obscur no 3, 1979; réédition sous le titre Jeu de massacre, Paris, J'ai lu policier no 30, 1965 ; réédition, Paris, Librairie des Champs-Élysées, Le Masque no 1908, 1988 [réédition 2002]
- Lady with the Dice (1946) Publié en français sous le titre Dés pour destin (suivi de Mon amie la mort), Paris, Néo, coll. Le Miroir obscur no 118, 1986
- The Stopped Clock ou Never Leave My Bed (1958)

### Courts romans
- The Smoke Trail (1928)
- The Sea Raider (1930)
- Too Game to Die (1930)
- Murder in the Sky (1930)
- The Angel of Death (1931)
- False Feathers (1931)
- The Sky-Jammers (1931)
- The Raid of the Red Dragons (1935)
- The Fourth of July Kid (1937)
- Lonesome Road (1937)
- A Date with Lachesis (1938)
- To Hell—and Back (1942)
- The Dead Can’t Die! (1943)
- The Mercy of Hadj Aleman (1943)
- Skyfull of Spies (1943)
- Chariot of Fire (1944)
- Night Before Murder (1946) Publié en français sous le titre Un éclair dans la nuit (précédé de Cauchemar d’une nuit d’été), Paris, Néo, coll. Le Miroir obscur no 99, 1985
- The Hanging Rope (1946) Publié en français sous le titre Cauchemar d’une nuit d’été (suivi de Un éclair dans la nuit), Paris, Néo, coll. Le Miroir obscur no 99, 1985
- My Friend Death (1947) Publié en français sous le titre Mon amie la mort (précédé de Dés pour destin), Paris, Néo, coll. Le Miroir obscur no 118, 1986
- Captain Death’s Cargo (1949)

### Nouvelles

#### Recueils de nouvelles
- Night of Horror and Other Stories (2006), publication posthume
- Killing Time (2007), publication posthume

#### Nouvelles isolées
- Finders-Keepers (1920)
- Lorraine Lee’s Love Affair (1921)
- The Last of the Tatums (1921)
- The Double Dealer (1921)
- The Oak Tree (1922)
- Beauty and the Bull (1922)
- The Other Man’s Wife (1923)
- They Lived, They Loved, They— (1923)
- The Goblin Sheep (1926)
- Beyond the Bitter River (1926)
- South of Panama (1928)
- The Plunge Off (1928)
- The Yellow Hawk (1928)
- The Sky Hook (1928)
- Secret Operative K-13 (1928)
- Blood on the Moon (1929)
- Egg-Laying Crates (1929)
- The Seventh Man (1930)
- Early Bird (1930)
- The Mail from Dead Man (1930)
- The Spyflyer (1931)
- The Ace Traitor (1931)
- Lost Aces (1931)
- Desperate River (1932)
- The Flame Jumper (1932)
- Enter Captain Death (1932)
- The Flying Hearse (1932)
- Cotton Cows (1932)
- Vengeance is Mine (1933)
- Belling the Cat (1934)
- The Hiding Horror (1935)
- Locusts from Asia (1937)
- Plot for Murder (1937)
- The Doom Club (1937)
- The Doom Club (1937)
- Beyond Space and Time (1938)
- Pilots Die Young!  (1938)
- Drum Patrols (1940)
- Blind is the Night (1941)
- The Lights of Sing Sing ou Murderer’s Last Smoke (1941)
- Pink Diamonds (1941)
- Dead Men Don’t Float (1941)
- Commandos Fight Alone! (1942)
- The Mirror and the Clock (1943)
- Death is My Domain (1943)
- Return of the Murderer (1944)
- Safari to Death (1944)
- Tomorrow—the Deluge (1944)
- The Great Stone Gods (1945)
- The Murderer (1946) Publié en français sous le titre Le Meurtrier, Paris, Opta, Mystère magazine no 293, juillet 1972 ; réédition dans 14 histoires de meurtres, Paris, Chantecler, 1979
- Killigee Swamp (1947)
- The Murder Plot (1949)
- Two Deaths Have I (1949)
- Flight Into Fury (1950)
- Moment Without Time (1952)
- The Night the World Turned Over  (1952)
- Night of Horror (1958)

## Adaptations pour la télévision
- 1949 : The Murderer, saison 2, épisode 8 de la série télévisée Suspense, réalisé par Robert Stevens, d'après la nouvelle homonyme.
- 1955 : The Murderer, saison 1, épisode 7 de la série télévisée Star Tonight, avec Buster Crabbe, d'après la nouvelle homonyme.

## Prix et distinctions
- Grand prix de littérature policière du meilleur roman étranger 1951 pour Jeu de massacre[2]